# Калчи
Калчи (на италиански: Calci) е град и община в Италия, в региона Тоскана, провинция Пиза. Населението е около 6300 души (2008).
Градът се намира в подножието на Пизанската планина между градовете Пиза и Лука.